# Koziczyn (przystanek kolejowy)
Koziczyn – zlikwidowany przystanek osobowy i ładownia publiczna w Koziczynie, w gminie Cybinka, w powiecie słubickim, w woj. lubuskim, w Polsce. Został otwarty w 1907 roku przez WsK. W 2013 roku nastąpiło jego zamknięcie i likwidacja. Znajdował się na trasie linii kolejowej z Kunowic do Cybinki.